# Brachurapteryx hilaris
Brachurapteryx hilaris là một loài bướm đêm trong họ Geometridae.